# ダイモスの太陽面通過

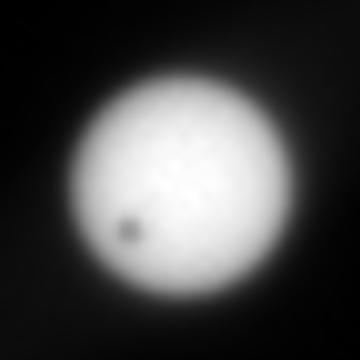
火星探査車オポチュニティが2004年3月4日に撮影したダイモスの太陽面通過

ダイモスの太陽面通過（ダイモスのたいようめんつうか）とはダイモスが火星と太陽のちょうど間に入り、火星から見るとダイモスが太陽面をその一部分を覆い隠しながら黒い円形のシルエットとして通過していくように見える天文現象である。太陽面通過の間、火星からはダイモスは太陽の表面を動きながら通過していく小さな黒い円盤のように見える。ダイモスは火星の周りを比較的高速で回っている（約30.3時間で一周している）ため、通常ダイモスの太陽面通過は1分から2分ほどで終了する。この現象は、ダイモスによる部分日食とも呼ばれる。
火星では、ダイモスの視直径は太陽の視直径の10分の1ほどしかない。また地球における金星の太陽面通過の際の金星の視直径と比較しても、その2.5倍ほどしかない。

## 火星探査機オポチュニティとスピリットによる写真
火星探査機オポチュニティは2004年の3月4日に、ダイモスの太陽面通過を撮影した。また、火星探査機スピリットは2004年の3月9日と3月13日にダイモスの太陽面通過を撮影した。

### 2004年3月4日のダイモスの太陽面通過
2004年3月4日に火星探査機オポチュニティによって撮影された、ダイモスの太陽面通過。上段の時刻は協定世界時、下段の時刻は撮影地点の地方太陽時。
|                  |                  |                  |                  |
| 3:03:43 10:28:17 | 3:03:53 10:28:27 | 3:04:03 10:28:36 | 3:04:13 10:28:46 |

### 2004年3月9日のダイモスの太陽面通過
2004年3月9日に火星探査機スピリットによって撮影された、ダイモスの太陽面通過。時刻は協定世界時。
|          |          |          |          |          |          |
| 15:59:09 | 15:58:19 | 15:58:29 | 15:58:39 | 15:58:49 | 15:58:59 |
|          |          |          |          |          |          |
| 15:59:19 | 15:59:29 | 15:59:39 | 15:59:49 | 15:59:59 |          |

### 2004年3月13日のダイモスの太陽面通過
2004年3月13日に火星探査機スピリットによって撮影された、ダイモスの太陽面通過。上段の時刻は協定世界時、下段の時刻は撮影地点の地方太陽時。
|                  |                  |                  |                  |                  |                  |                  |                  |
| 0:04:27 13:54:11 | 0:04:37 13:54:20 | 0:04:47 13:54:30 | 0:04:57 13:54:40 | 0:05:07 13:54:50 | 0:05:17 13:54:59 | 0:05:27 13:55:09 | 0:05:37 13:55:19 |